# 烧伤
灼傷是指皮膚或其他組織因熱力、電力、化學物質、摩擦力或輻射所造成的創傷。大部分的灼傷是因接觸滾燙液體、固體或火焰的高溫。儘管男性和女性的發病率相似，但其根本原因常常不同。在某些地區，女性的風險與暴露在烹飪的火焰或不安全的爐灶有關。男性的風險與工作環境有關。酗酒和吸菸也都是危險因子。自殘或暴力行為也可能造成灼傷。
灼傷中，僅傷及皮膚表面就稱為表皮灼傷或一級灼傷，傷口會變紅、不會冒水泡，往往會持續三天之久。當傷口延伸至下層真皮層，就稱為二級灼傷，會冒出水泡而且常會感到劇痛，需長達八週才能復原，可能會留疤。傷及全層皮膚的灼傷或稱三級灼傷，傷口會深及全層皮膚，通常不太會痛，患部會僵硬且通常無法自癒。四級灼傷則更進一步傷及深部組織，如肌肉、肌腱、骨頭等。這類灼傷大多會傷口發黑，並導致灼傷部位的部分組織流失。
灼傷通常可以預防，治療方式則依灼傷嚴重程度而定。一級灼傷所需的止痛藥劑量略多於一般劑量，較大的灼傷會需要在專門機構（例如燒傷中心）接受較長的治療。沖冷水可能有助於緩解痛楚並減輕傷害，但沖得太久會導致人體失溫症。二級灼傷者須在著衣情況下以肥皂及水清潔。處理水泡的方式還不確定，但可肯定的是，如果水泡不大，保持其完整，如果水泡很大，則需要將水泡刺破。三級灼傷須採手術治療，例如皮膚移植。因為微血管內液外滲及組織腫脹，嚴重灼傷將需要大量的靜脈輸液。感染是灼傷最常見的併發症，如果效力過期，則可能需要施打破傷風疫苗。
2015年就有6700萬件病例是因為火焰及高熱所造成的，其中約有290萬人入院治療，17.6萬人因此喪命。開發中國家最多因灼傷而喪命的病例集中在東南亞。大面積灼傷有致命的危險，1960年起，治療方法已有顯著的進步，尤其是針對孩童及青少年的治療。在美國，被送到燒傷中心的傷患約有96%成功存活。灼傷的患者在男女都一樣普遍，長期治療的效果需視灼傷的大小及傷患的年紀而定。

## 症状和体征
灼傷的特征取决于灼傷深度。浅度灼傷会引起持续两到三天的疼痛，然后在接下来的几天里会出现脱皮。遭受更严重灼傷的人则可能出现身体不适或感觉有压迫感而不是疼痛。全层皮肤灼傷可能对轻触或穿刺完全无感觉。浅度灼傷典型表现为红色，而严重灼傷则可能是粉红色、白色或黑色。口周灼傷或鼻内含有烧焦的鼻毛说明灼傷可能累及呼吸道，但这些研究结果并不十分肯定。更加令人担忧的体征包括：呼吸急促、声音嘶哑以及喘鸣或哮喘。瘙痒是愈合过程中常见的症状，高达90％的成人和几乎所有儿童患者会出现。在受电击伤之后，可能会持续较长一段时间的麻木感或刺痛感。灼傷还可能导致情绪和心理上的困扰。
| 分类                           | 灼傷涉及到的层面                         | 外观                               | 质感       | 感觉           | 愈合时间                       | 预后                                               | 病例                                         |
| ------------------------------ | ---------------------------------------- | ---------------------------------- | ---------- | -------------- | ------------------------------ | -------------------------------------------------- | -------------------------------------------- |
| 浅度灼傷（一度）               | 表皮                                     | 发红无水泡                         |            | 疼痛           | 5-10天                         | 愈合良好；反复晒伤会增加以后患皮肤癌的风险         | 晒伤是典型的一度灼傷。                       |
| 浅表部分皮层灼傷（二度灼傷）   | 延伸到浅表的(乳头层)真皮                 | 发红并伴有清亮水泡。挤压时会发烫。 | 湿润       | 非常疼痛       | 不到2–3星期                    | 局部感染/蜂窝织炎但通常不留疤痕                    | 拇指二度灼傷                                 |
| 深层部分皮层灼傷（深二度灼傷） | 延伸到深层真皮（网状层）                 | 呈黄色或白色，较少发烫，可有水泡。 | 相当干燥   | 压迫感和不适感 | 3至8星期                       | 留疤痕，挛缩（可能需要切除和植皮）                 | 接触开水引起的二度烫伤                       |
| 全层皮肤灼傷（三度灼傷）       | 贯穿整个真皮层                           | 僵硬并呈白/棕色，不发烫            | 坚韧似皮革 | 无痛感         | 时间长（几个月）且不能完全愈合 | 疤痕、挛缩、截肢（建议早期切痂）                   | 摩托车消声器导致的三度灼傷在第八天时的情形。 |
| 四度灼傷                       | 穿透所有皮层，并进入皮下脂肪、肌肉和骨骼 | 黑色；烧焦并有焦痂                 |            | 无痛感         | 需要切除                       | 截肢，严重的功能损害，而且在某些情况下会导致死亡。 | 四度灼傷                                     |

## 原因
引起灼傷的各种外部因素，可大致分为热力因素、化学药品、电及辐射。在美国，灼傷最常见的原因有：火灾或火焰（44%）、烫伤（33%）、高热物体（9%）、电（4%）和化学因素（3%）。大部分（69%）灼傷发生在家里或工作中（9%），绝大多数灼傷属于意外，2%是因他人袭击，1-2%是尝试自杀所致。这些因素可导致呼吸道和/或肺部吸入性损伤，发生率为6%。
灼傷更容易发生在贫穷人群中。吸烟是个危险因素，但饮酒不是。与火有关的灼傷一般多见于比较寒冷的季节。发展中国家特有的风险因素包括在明火上或在地上烹饪以及儿童发育障碍和成人慢性病。

### 热力因素
在美国，火灾和热液体是最常见的灼傷原因。在导致死亡的房屋火灾中，25％是由于烟雾，而22％由加热装置造成。几乎一半的受伤是由于救火所致。烫伤是由热液体或气体导致的，最常发生在接触到热饮、浴缸中或淋浴时的高温自来水、热烹饪油或蒸汽时。烫伤最常发生在五岁以下的儿童，而在美国和澳大利亚，此人口总数大约占所有灼傷病例的三分之二。约20-30％的小儿烫伤是由于接触高温物体。这种烫伤通常为一或二度灼傷，但也可能导致三度灼傷，尤其是与高温物体长时间接触时。在许多国家，烟花是节日期间一种常见的灼傷原因。这对男性青少年是一种特殊的风险。

### 化学药品
化学药品导致的灼傷占所有灼傷的2%至11%，在与灼傷有关的死亡中，由化学药品引起的多达30%。超过25000种物质可以引起化学灼傷，其中大多数为强碱（55%）或强酸（26%）。大部分化学灼傷导致的死亡都继发于摄入化学药品。常见的化学试剂包括：洁厕剂中使用的硫酸、漂白剂里的次氯酸钠以及脱漆剂中的卤代烃类等等。氢氟酸可能会引起特殊的深度灼傷，但是症状可能会在接触一段时间之后才会出现。甲酸可能会导致大量红血球被破坏。

### 电
电灼傷分为高电压灼傷（大于或等于1000伏）、低电压灼傷（小于1000伏），及是由电弧引发的光辐射灼傷。儿童中电灼傷的最常见原因是电线裸露（60％），其次是电源插口（14%）。闪电也可能导致电灼傷。被闪电击中的风险因素包括参与户外活动，如登山、打高尔夫球和田径运动，以及在户外工作。被雷击的死亡率为10％左右。
虽然电击伤主要导致灼傷，但也可能会造成钝力创伤或肌肉收缩而导致骨折或脱臼。在高电压导致的损伤中，最严重的损害可能发生在内部，因此受伤的程度不能仅靠皮肤检查进行判断。无论是接触低电压或高电压都有可能导致心律失常或心跳骤停。

### 辐射
辐射灼傷可能会由于持续暴露于紫外光（如来自太阳、人工日光浴或电弧焊的紫外光）或暴露于电离辐射（如来自放疗、X光或放射性尘埃的电离辐射）导致。过度日光暴晒是辐射灼傷最常见的原因，也是全身浅表灼傷最常见的原因。根据人们的皮肤类型不同，他们被晒伤的容易程度有显著差异。电离辐射产生的皮肤效应取决于此面积内皮肤受辐射量的大小，在3Gy之后可见毛发脱落，10Gy之后出现红肿，20Gy之后出现湿皮剥落，而30Gy之后则会出现坏疽。如果发生红肿，可能也只会在遭辐射一段时间之后才会出现。辐射灼傷的治疗方法和其他类型的灼傷一样。微波灼傷是通过微波炉导致的热量升高引起的。虽然短短的两秒钟就可能造成伤害，但总的来说，这种灼傷还是比较罕见的。

### 人为因素
在因烫伤或火灼傷而住院的病人中，有3至10%是人为导致的。原因包括：虐待儿童、个人纠纷、虐待配偶、虐待老人和商业纠纷。浸入性损伤或浸入性烫伤预示着有虐待儿童的可能。这种烫伤是由于肢体末端或下体（臀部或会阴）被浸泡在热水里造成的。它通常会有一个明显的上边缘，而且往往是对称的。其他可能存在虐待的高风险体征包括：环形灼傷、无飞溅迹象、灼傷深度一致、以及存在与其他忽视或虐待有关的迹象。
焚烧新娘是一种家庭暴力，它存在于某些文化之中，如在印度，妇女会因为丈夫或他的家人认为她的嫁妆不够而被焚烧。在巴基斯坦，酸灼傷占故意灼傷的13%，而且常常与家庭暴力有关。自焚（即引火烧身以示抗议），在印度妇女中也是比较常见的。

## 病理生理学

三种程度的灼傷

当温度高于44 °C（111 °F）度时，蛋白质开始失去其三维立体形状并开始崩解，其结果是细胞和组织的损伤。灼傷对健康的许多直接影响继发于皮肤的正常功能受到破坏，其中包括皮肤感觉功能、防止水分蒸发损失的能力、以及控制体温能力的破坏。细胞膜破坏使细胞内钾流失到细胞外空间同时细胞内水钠潴留。
大面积灼傷（即佔体表总面积的30%以上）会产生严重的炎症反应，这将导致毛细血管渗液增加随之而来的是组织水肿。从而导致剩余血液中的血浆严重损失，血液浓缩而引起总血容量减少。器官血流不畅，如肾和胃肠道可能导致肾功能衰竭和胃溃疡。
儿茶酚胺和皮质醇水平的提高可能导致高代谢状态，这种状况可以持续数年。这与心输出量、新陈代谢、心率过快的增加和免疫功能低下有关。

## 诊断
灼傷可以按深度、损伤机制、严重程度、以及合并伤进行分类。最常用的分类法是根据损伤的深度。灼傷的深度通常是通过体检确定，但也可以用切片检查。由单次检查可能很难精确地确定灼傷深度，因此几天后进行重复检查可能是必要的。对那些感觉头疼或头晕而且是被火灼傷的病人，应该考虑一氧化碳中毒的可能，氰化物中毒也应考虑在内。

### 灼傷面积
灼傷面积是通过测量部分皮层灼傷或全层灼傷的面积占总体表面积的百分比来确定的。只发红且没有起水泡的一度灼傷不在这个估算之内。大多数灼傷（70％）涉及的灼傷面积小于总体表面积的10％。
确定总体表面积的方法有很多，包括9法則、伦德-布劳德表法及根据一个人的手掌大小进行估计。“9法則”很容易记，但是只有用于成年病人时才准确。伦德-布劳德表法可以作出更准确的估计，因为它考虑了成人和儿童身体部位的不同比例，一个人的手印（包括手掌和手指）的大小约占体表总面积的1%。
| 身体部位       | 占表面比例 |
| 头部           | 9%         |
| 躯干正面       | 18%        |
| 躯干背面       | 18%        |
| 一条腿         | 18%        |
| 一条手臂       | 9%         |
| 生殖器及会阴部 | 1%         |

| 身体部位       | 占表面比例 |
| 头部           | 9%         |
| 躯干正面       | 18%        |
| 躯干背面       | 18%        |
| 一条腿         | 18%        |
| 一条手臂       | 9%         |
| 生殖器及会阴部 | 1%         |

| 身体部位 | 占表面比例 |
| 头部     | 20%        |
| 躯干正面 | 20%        |
| 躯干背面 | 20%        |
| 一条腿   | 10%        |
| 一条手臂 | 10%        |

| 身体部位 | 占表面比例 |
| 头部     | 20%        |
| 躯干正面 | 20%        |
| 躯干背面 | 20%        |
| 一条腿   | 10%        |
| 一条手臂 | 10%        |

| 身体部位 | 占表面比例 |
| 头部     | 15%        |
| 躯干正面 | 20%        |
| 躯干背面 | 15%        |
| 一条腿   | 15%        |
| 一条手臂 | 10%        |

| 身体部位 | 占表面比例 |
| 头部     | 15%        |
| 躯干正面 | 20%        |
| 躯干背面 | 15%        |
| 一条腿   | 15%        |
| 一条手臂 | 10%        |

### 严重程度
| 轻度灼傷                   | 中度灼傷                    | 重度灼傷                     |
| -------------------------- | --------------------------- | ---------------------------- |
| 成人 <10% 体表总面积       | 成人 10-20% 体表总面积      | 成人 >20% 体表总面积         |
| 年轻或年老者< 5%体表总面积 | 年轻或年老者5-10%体表总面积 | 年轻或年老者>10%体表总面积   |
| <2% 全层灼傷               | 2-5% 全层灼傷               | >5% 全层灼傷                 |
|                            | 高电压损伤                  | 高电压灼傷                   |
|                            | 可能的吸入性损伤            | 已知吸入性损伤               |
|                            | 环形灼傷                    | 面部、关节、手或脚部重度灼傷 |
|                            | 其他健康问题                | 合并伤                       |

为了确定是否需要转诊到专门的灼傷科，美国灼傷协会设计了一个分类系统。根据这一系统，灼傷可以分为重度、中度和轻度。这种评估是建立在许多因素的基础上的，包括受累的总体表面积、所涉及到的特定解剖区域、以及被灼傷人的年龄和合并伤。轻度灼傷通常在家就可以处理，中度灼傷往往需在医院治疗，而重度灼傷则需要在灼傷中心治疗。

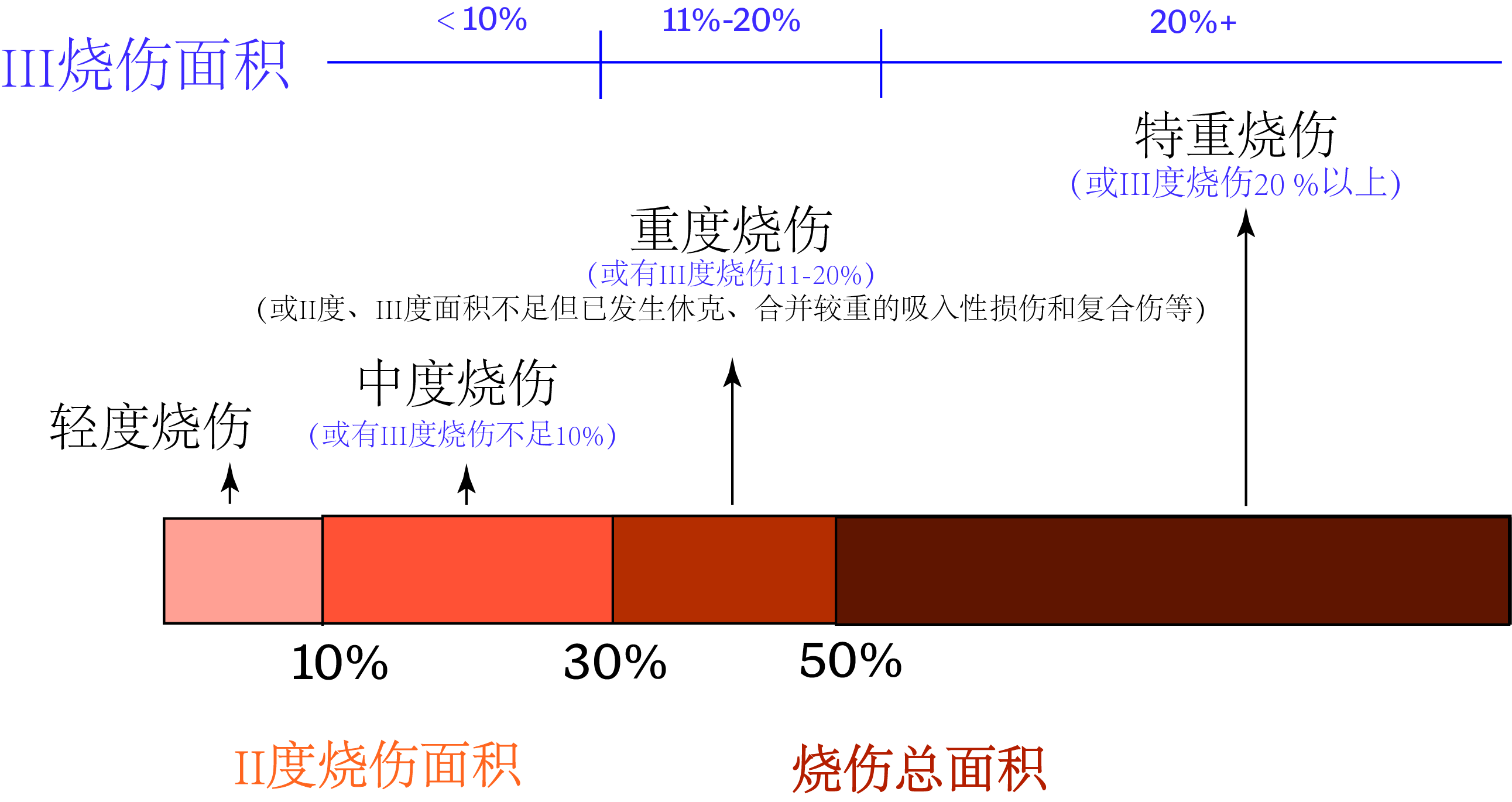
中国大陆常用烧伤严重程度分度法

## 预防
纵观历史，所有的灼傷中大约有一半是可以预防的。各种预防灼傷的措施极大地降低了重度灼傷发生率，这些预防措施包括限制热水器温度、烟雾报警器、自动喷水灭火系统、适当的建筑结构以及防火服装。专家们建议将热水器温度设在48.8 °C（119.8 °F）度以下。其他防止烫伤的措施包括使用温度计测量浴水温度以及在炉子上安装防溅保护板。虽然烟花管理的效果还不清楚，但是试验性的证据表明一些建议是有帮助的，如限制向儿童销售烟花。

## 处理
伤者的气道、呼吸道和循环系统的检查和治疗是处理的开始。如果怀疑有吸入性损伤，可能需要早期插管，然后再处理灼傷创面。大面积灼傷的病人，可以用干净的床单包裹，直至他们被送到医院。由于灼傷创面容易发生感染，最近五年内未接受过破伤风免疫的病人应给予破伤风加强针。在美国，急诊科95%的灼傷经处理后即可出院，5%需要入院治疗。对于重度灼傷，早期喂养是很重要的。除传统疗法外，高压氧法可能是有益的。

### 静脉输液
对组织灌注有不良反应的病人，应给予等渗晶体溶液团注。对灼傷超过体表总面积10-20%的儿童以及灼傷超过体表总面积15%的成人，应密切注意液体复苏和监测。对灼傷超过体表总面积25%的人，这样的处理应该尽可能在入院前就开始进行。派克兰公式可以帮助确定第一个24小时所需要的静脉输液量。该公式是以被灼傷人的体表总面积和重量为基础的。输液药物的一半要在前八小时之内输完，而剩下的药物则要在随后的16小时内输完。这一时间框架要从灼傷发生的那一刻算起，而不是从液体复苏开始的时间算起。儿童需要额外的含葡萄糖维持液。此外，有吸入性损伤则需要更多的液体。虽然补液不足可能会导致问题，但是过度复苏也是有害的。这些公式仅作为一个指导以调整至理想的输液量，使尿量>30mL/h（成人）或>1mL/kg（儿童）以及平均动脉压大于60mmHg。
虽然经常使用乳酸林格氏液但是没有证据显示它优于生理盐水。晶体液似乎和胶体液一样好，但是因为胶体液价格更贵，所以不建议使用胶体液。 需要输血的情况十分罕见，通常只在血红蛋白水平低于 60-80g/L (6-8g/dL)时推荐使用。因为有并发症风险。如有必要，静脉导管可以穿过灼傷的皮肤，或者也可以使用骨内输液。

### 创面护理
早期及时冷疗（在灼傷30分钟之内）可以减少灼傷深度和疼痛，但是必须谨慎，否则冷疗过度可导致体温过低。应使用凉水10—25 °C（50.0—77.0 °F）而不是冰水，因为后者可导致进一步损伤。化学灼傷需要彻底冲洗，用肥皂水清洗，清除坏死的组织并进行敷料包扎是创面护理的重要内容。一些试验性证据认为保持水泡完整。二度灼傷应该在两天后进行重新评估。
对一度和二度灼傷的处理，尚无有力证据以决定应使用哪种类型的敷料。不使用敷料包扎，对于一度灼傷是合理的。虽然通常建议使用外用抗生素，但是很少有证据支持其使用。但磺胺嘧啶银（一种抗生素）不建议使用，因为它可能会延长愈合时间。目前还没有足够的证据支持使用含银敷料或进行负压伤口治疗。

### 药物治疗
灼傷可引起剧烈疼痛， 但有大量止痛疗法可供选择。这些选择包括简单的止痛剂（如布洛芬和对乙酰氨基酚）以及诸如吗啡的阿片类药物。除了止痛药之外，还可以用苯二氮卓帮助减轻焦虑。在愈合过程中，抗组胺药、按摩或经皮肤神经刺激可用于减轻瘙痒。然而，用抗组胺药治疗瘙痒只对20%的人有效。试验性证据支持使用加巴喷丁，而且对使用抗组胺药不能获得改善的病人使用加巴喷丁可能是合理的。
对那些有大面积灼傷（>60% TBSA）的病人，建议在手术前静脉注射抗生素。 截至2008，指导原则是不推荐常规使用抗生素，因为担心由此产生的抗生素耐药性以及增加真菌感染的风险。然而试验性证据显示，对大面积和严重灼傷的病人，抗生素可能可以提高存活率。而对于预防和治疗灼傷病人的贫血，促红细胞生成素有效性尚未得到证实。对由氢氟酸引起的灼傷，葡萄糖酸钙是一特殊的解毒剂，并可以采用静脉内和/或局部给药。

### 手术
需要做皮肤或皮瓣移植手术来闭合的伤口（通常是任何比小面积全层皮肤灼傷严重的灼傷）都应尽早处理。四肢或胸部的环形灼傷可能需要紧急手术切除肌肤，称为焦痂切除术。这样做是为了治疗或预防末梢循环或通气问题，但是还不确定这对颈部或手指足趾灼傷是否有用。 电灼傷可能需要使用筋膜切开术。

### 替代药物
自古以来蜂蜜就一直被用来促进伤口愈合，它对一度和二度灼傷可能是有益的。少有证据显示芦荟有益，虽然它可能有利于减轻疼痛，而且2007年的一篇综述发现有试验性证据表明芦荟可以缩短愈合时间，但是随后2012年的一篇综述中却并没有发现芦荟同磺胺嘧啶银相比更能改善愈合的证据。
几乎没有什么证据能表明维生素E能帮助改善瘢痕疙瘩或疤痕。也不建议使用黄油。在低收入国家，超过三分之一的时间是用传统药物治疗灼傷，这些传统药物包括鸡蛋、泥土、树叶或牛粪。在某些情况下，由于没有足够的经济来源和可行性，手术治疗非常有限。除了药物之外，还可以用很多其他的方法减轻病程中的疼痛和焦虑，包括虚拟现实疗法、催眠以及诸如分心技术之类的行为治疗。

## 预后
| 总体表面积 | 死亡率 |
| ---------- | ------ |
| <10%       | 0.6%   |
| 10-20%     | 2.9%   |
| 20-30%     | 8.6%   |
| 30-40%     | 16%    |
| 40-50%     | 25%    |
| 50-60%     | 37%    |
| 60-70%     | 43%    |
| 70-80%     | 57%    |
| 80-90%     | 73%    |
| >90%       | 85%    |
| 吸入       | 23%    |

灼傷面积较大、年龄较大以及女性患者的预后较差。其他因素如有烟雾吸入性损伤、其他如长骨骨折等严重伤势、以及严重的合并症（如心脏病、糖尿病、精神病和自杀意图）也会影响预后。平均而言，在住入美国灼傷中心的病人中，死亡率为4% ，个人的预后取决于灼傷的程度。  例如，灼傷总体表面积小于10%的入住院病人死亡率小于1%，而灼傷总体表面积超过90%的入住病人的死亡率则为85％。  在阿富汗，灼傷总体表面积超过60％的人几乎不能幸存。莱博评分历来被用于判断严重灼傷的预后；然而随着护理的改善，它不再如此准确。该分数是将灼傷面积（总体表面积）与病人年龄相加得出，过去与死亡风险大致相当。

### 并发症
灼傷可能导致的并发症很多，其中感染最为常见。潜在的并发症按发生频率顺序依次包括肺炎、蜂窝组织炎、尿路感染和呼吸衰竭。感染的危险因素包括灼傷总体表面积在30%以上、全层皮肤灼傷、极端年龄（年轻人或老人）、或灼傷累及腿部或会阴部。吸入性损伤者极易发生肺炎。
由灼傷总体表面积大于10%的全层皮肤灼傷导致的继发性贫血是很常见的。电灼傷可能会因为肌肉分解而导致筋膜间隙综合症或横纹肌溶解症。 约6-25%的人发生腿部静脉血栓形成。重度灼傷之后可能持续数年的高代谢状态会导致骨密度的下降和肌肉萎缩。灼傷之后可能会形成瘢痕疙瘩，特别是在年轻和深色皮肤人群中。儿童在灼傷后可能会有严重的心理创伤并经历创伤后应激障碍，留下的疤痕也可能导致对身体形象的忧虑。在发展中国家，严重灼傷可能会导致社会隔离、极端贫困以及遗弃儿童。

## 流行病学
| 无数据 < 50 50-100 100-150 150-200 200-250 250-300 | 300-350 350-400 400-450 450-500 500-600 > 600 |

每十万居民火灾伤残调整生命年，2004年。
无数据
< 50
50-100
100-150
150-200
200-250
250-300
300-350
350-400
400-450
450-500
500-600
> 600

截至2004年，世界范围内有1100万灼傷患者需要药物治疗，并导致30万人死亡，这使灼傷成为继机车相撞、坠落和暴力之后的第四大致伤原因。大约90%的灼傷发生在发展中国家，这是部分因为过度拥挤和不安全的烹饪条件。总体而言，近60％的致命灼傷发生在东南亚，比率为每10万人就有11.6人被灼傷。 。灼傷死亡人数自1990年的280,000增至2010年的338,000。
在发达国家中，成年男性的灼傷死亡率为女性的两倍，这可能是因为男性从事较高风险的职业和参加更多的冒险活动。然而在发展中世界的许多国家，女性的风险是男性的两倍，这往往是在因为与厨房意外或家庭暴力。而发展中世界的儿童死于灼傷的数量比率是发达国家的十倍以上。总体而言，灼傷是导致儿童死亡的前15大主要原因之一。从20世纪80年代到2004年，许多国家的致命灼傷率和总体灼傷率都有所下降。

### 发达国家
在美国，每年有约50万灼傷患者接受药物治疗。在2008年，灼傷造成大约3300人死亡。大多数灼傷（70%）和灼傷导致的死亡发生在男性。火灼傷的最高发生率是在18至35岁年龄段的人，而烫伤的最高发生率则是在五岁以下儿童和65岁以上的老人中。电灼傷每年造成约1000人死亡，而闪电每年造成的死亡约有60人。
在欧洲，故意灼傷最容易发生在中年男性中。

### 发展中国家
在印度，每年约有70到80万人遭受严重的灼傷，尽管这些人中极少有人去灼傷专科就医。灼傷发生率最高的是16至35岁的妇女。这一高发生率部分是因为不安全的厨房和典型的印度式宽松服装所致。据估计，在印度的所有灼傷案例中，有三分之一是由于衣服从明火着火而导致的。故意灼傷也是一个常见的原因，在年轻女性中发生率高，由家庭暴力和自残引发。

## 历史

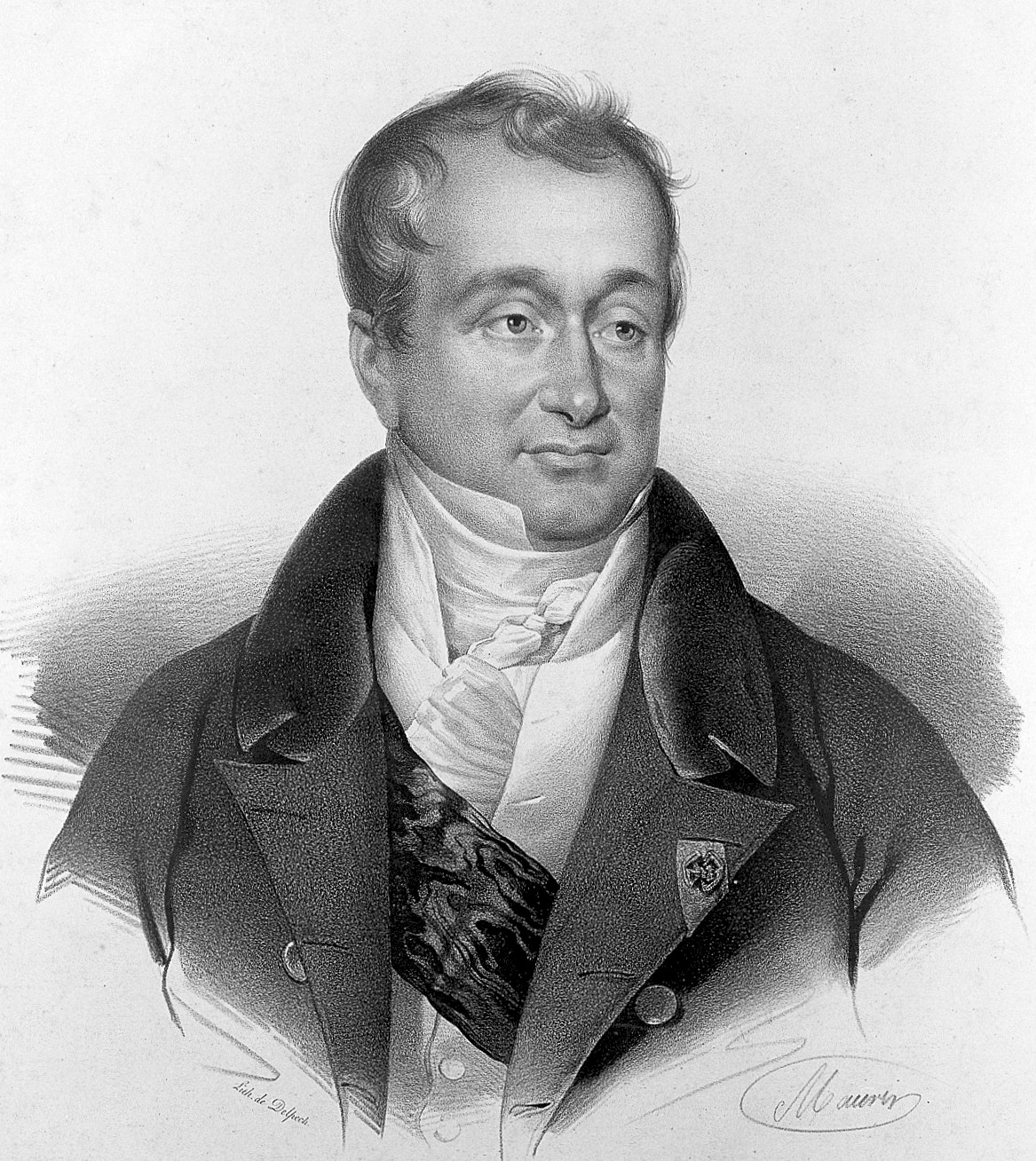
纪尧姆–迪皮特朗（Guillaume Dupuytren，1777-1835）发明了灼傷程度分级法

3500多年前遗留下来的洞穴壁画记载了灼傷及灼傷的处理。最早在埃及记录的灼傷疗法描述了使用孩子母亲的乳汁来准备敷料。公元前1600－1700年間埃及的艾德溫·史密斯紙草文稿描述了使用蜂蜜和树脂药膏治疗灼傷的方法。多年来人们还使用了许多其他方法治疗灼傷，包括公元前600年时中国人记载的茶叶的使用，希波克拉底人于公元前400年时记载的猪油和醋的使用，以及红酒和没药，这是塞尔苏斯人于公元100年时记载的。法国人理发师兼外科医生安布鲁瓦兹·巴累是十六世纪时第一个将灼傷描述成不同的程度的人。纪尧姆·迪皮特朗于1832年将这些不同的程度扩展为六个不同等级的严重度。
第一家专门治疗灼傷的医院于1843年在英国伦敦开业，而现代灼傷治疗的发展则始于19世纪末20世纪初。第一次世界大战期间，亨利·D·大金和亚历克西·卡雷尔对于使用次氯酸钠溶液对灼傷和创伤进行清洁和消毒建立了标准，使死亡率大大降低。20世纪40年代，早期切痂和植皮的重要性得到承认，大约在同一时间，液体复苏和指导液体复苏的补液公式得以问世。20世纪70年代，研究人员证实了大面积灼傷之后高代谢状态的重要性。